# 5441 Andymurray
5441 Andymurray è un asteroide della fascia principale. Scoperto nel 1991, presenta un'orbita caratterizzata da un semiasse maggiore pari a 3,0503317 UA e da un'eccentricità di 0,0823622, inclinata di 10,99791° rispetto all'eclittica. Prende il nome dal tennista Andy Murray.